# Hemihyalea ludwigi
Hemihyalea ludwigi là một loài bướm đêm thuộc phân họ Arctiinae, họ Erebidae.